# Коструба Теофіль Петрович

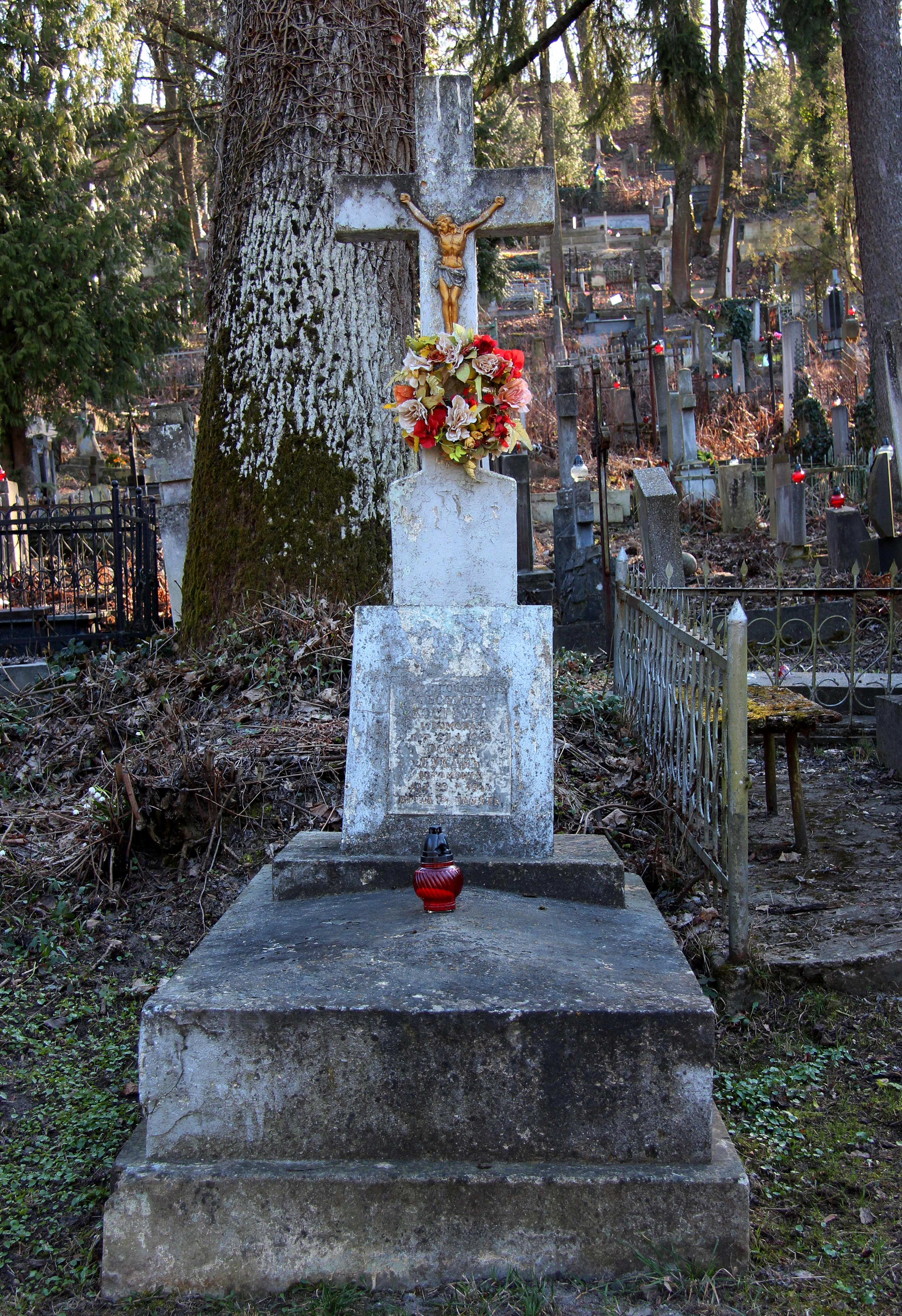

о. Теодо́сій Костру́ба (мирське ім'я Теофі́ль Петрович Костру́ба; 23 травня 1907, Стара Ягільниця — 3 березня 1943, Львів) — священник УГКЦ, український церковний історик, перекладач, журналіст, монах-василіянин (чернече ім'я Теодосій) у Львові. Діяч НТШ. Автор праць з історії України княжої доби. Перший перекладач Четвертої книги Геродота — «Скіфія». Брат мовознавця Петра Коструби.

## Біографія
Теофіль Коструба народився 23 травня 1907 року в селі Старій Ягільниці (Королівство Галичини та Володимирії, Австро-Угорщина, нині Чортківського району Тернопільської області, Україна).
Навчався у Чортківській гімназії українського товариства «Рідна школа», випускні іспити склав у Львівській академічній гімназії в 1930 р.
У 1927 році за рекомендацією видатного професора Мирона Кордуби, Теофіла прийняли до Наукового Товариства імені Шевченка. Після переїзду до Львова, досить швидко став визначним істориком та зайняв чільне місце на полі медієвістики.
У 1935 році Теофіль Коструба став студентом гуманістичного факультету львівського університету. Саме тут він вивчав історію середньовічної доби при кафедрі середньовіччя, яку очолював Теофіль Модельський.
Студіював філософію у Львівському університеті у 1935–1939 роках. Працював у редакції газети «Нова зоря», у Комісії стародавньої української історії (старої і нової історії) та Історично-джерелознавчій комісії Наукового товариства імені Тараса Шевченка з 1936 року.
1940 року став ченцем-василіянином. 28 січня 1940 р. отримав священничі свячення.
Помер Теофіль Коструба 3 березня 1943 року у Львові (Райхскомісаріат Україна). Похований на 64 полі Личаківського цвинтаря.

## Творчий доробок
- «Нариси церковної історії України Х–ХІІІ століть [Архівовано 4 березня 2016 у Wayback Machine.]» (видання 1939 і 1955 років)
- «Віра наших предків [Архівовано 4 березня 2016 у Wayback Machine.]» (1946)
- «Нарис історії України» (видано 1961)
- «Як Москва нищила Українську Церкву [Архівовано 4 березня 2016 у Wayback Machine.]» (1961)
- «Белз і Белзька земля від найдавніших часів до 1772 року».— Нью-Йорк, Торонто, 1989 (Коструба, Теофіл. Белз і Белзька Земля від найдавніших часів до 1772 року: {Історична монографія} / Зредагувала Надія Олійник, 1989 [Архівовано 10 березня 2022 у Wayback Machine.])
- праці про Чортків: «Матеріали до історії м. Чорткова [Архівовано 25 квітня 2015 у Wayback Machine.]», «Неіснуючий монастир оо. Василіян у Чорткові»[1]

Численні статті Коструби друкувалися у «Дзвонах», «Записках Наукового товариства імені Тараса Шевченка», «Літописі Червоної Калини», «Хліборобському шляху», «Новій зорі», «Новому часі».
Переклав сучасною українською мовою «Галицько-Волинський літопис» у 2-ох томах, 1936.

## Вшанування пам'яті
6 травня 2017 року на державному рівні в Україні відзначалась пам'ятна дата — 110 років з дня народження Теофіля Коструби (1907—1943), історика, літературознавця, енциклопедиста.